# Коломб
Коломб (фр. Colombes) — город и муниципалитет в регионе О-де-Сен, округ Нантер, недалеко от Парижа. По оценкам, в нем проживает 84 392 человека (на 2014 год), а его площадь составляет 7,81 квадратных километров.
Проезд из Парижа с вокзала Сен-Лазар на поезде «Трансильен», на территории коммуны имеется 3 станции.
В городе расположен Олимпийский стадион «Ив дю Мануар».